# 加藤義隆
加藤 義隆(かとう よしたか)は東京都大田区生まれの元プロなわとび&ダブルダッチパフォーマー。アメリカニュージャージー州に移住し、なわとびやダブルダッチの指導を続けている。

## 経歴
日本体育大学卒業。

### ダブルダッチ&なわとび大会等
- 1999年 - NDDL国際大会 Double Dutch Holiday Classic at New York Apollo theater - 初出場　2位(team: R&R)
- 2000年 - 国際大会 Double Dutch Holiday Classic at New York Apollo theater - 優勝(team: R&R)、同年ADDL大会がニューヨークStony Brook university[2]で開催され3位入賞。
- 2002年 - 国内大会Double Dutch Contest  Japan  - 優勝(team: style-D)
- 2003年 - 国内大会 ダブルダッチチャレンジ（現Japan Open） - 優勝（team: kaizoku）
- 2004年 - 世界選手権大会Fisac World Ropeskipping competition ゴールドコースト,オーストラリア大会 - スピード部門・フリースタイル部門優勝 (Team: Japan04, Kaizoku)
- 2005年 - ダブルダッチチャレンジ東京大会（代々木体育館） - 演技部門審査員
- 2005年 - ダブルダッチコンテストJapan大会 - ゲストショー出演（team: Hao-sheng）
- 2006年 - 世界選手権大会Fisac World Ropeskipping competition トロントカナダ大会 - スピード部門優勝・フリースタイル部門準優勝  (Team Japan)
- 2007年 - 国際大会ダブルダッチコンテストBelgiumにてゲストショー出演
- 2009年 - ダブルダッチコンテストJapan大会 - 演技審判員
- 2009年 - アメリカマートルビーチにてAmerican Double Dutch League official JUDGE/ COACH licence 取得
- 2010年 - ダブルダッチコンテストJapan大会 - フロアー審判員
- 2014年 - WJR日本国内選考大会 - 優勝
- 2015年 - WJRフランスパリ世界選手権大会 - 優勝、2015年時点での主なダブルダッチ国際大会全てに出場し、入賞を果たした後、競技引退。
- 2015年　日本選手の演技構成が高く評価され、演技構成のデモンストレーターとして抜擢される。フランスでのワークショップで各国現役選手に演技指導。
- 2017年 - アメリカ、コネチカット州にてダブルダッチ審判員免許取得、ウィスコンシン州でのUSA Jump Rope団体の全米選手権に遠征。指導チームが優勝。
- 2018年 - 指導チームを連れフロリダ州ディズニーワールド内ESPN Centerの大会会場にてUSA Jump Rope団体の全米選手権に出場。2回目の出場で複数部門優勝。

### メディア出演
- 2000年 - ニューヨークアポロシアター大会優勝により米紙New York timesに記事掲載
- 2000年 - ニューヨークアポロシアター大会優勝により朝日新聞NY社にて独占取材、記事掲載
- 2002年 - 中国上海にてHONDA motor show出演（team: style-D）
- 2002年 - 日本体育大学九州実宴会出演（team: 初代乱縄）
- 2002年 - TV特集犬がダブルダッチに挑戦?特集でわんわん大サーカスの犬に密着指導+TV出演（team: style-D）
- 2002年 - 幕張メッセのファッションブランドブースのダンサーとして出演（ソロ）
- 2002年 - ジャニーズユニットにJapan Tour用演技指導としてダブルダッチのレッスンを行う。
- 2003年 - TV笑っていいとも、TV世界まる見え!テレビ特捜部その他バラエティ番組出演(team: hao-sheng)
- 2003年 - NISSEN特設ステージ出演・ダブルダッチショー　全国主要都市各地にて（～2004  team:kaizoku）
- 2003年 - 子ども会Active kids Worldにて全国各地の子ども会イベントにメインゲストとして参加・マウンテンバイクトライアル柏丸一慶氏とのコラボレーションSHOW（～2005, team: Kaizoku, Hao-sheng, Nawa ranger）。
- 2003年 - 埼玉県朝霞市カラオケ大会にてロープショー+シンガーとして出演(team: Hao-sheng)
- 2004年 - 幕張メッセ企業出展RICOHブースにて促販専属パフォーマーとして出演・ダブルダッチショー(team: kaizoku)
- 2004年 - NHK生放送番組ニュースポーツのコーナーに5日連続生出演(team: kaizoku)
- 2004年 - コカ・コーラ社アクエリアス促販専属パフォーマー出演・ダブルダッチショー　全国各地(team: kaizoku)
- 2005年 - Team Japan, Jr Team Japan 結成。選手兼コーチとして日本ジュニアチームの指導に当たる。
- 2006年 - 世界選手権大会Fisac World Ropeskipping competition カナダ、トロントにて  スピード部門優勝・フリースタイル部門準優勝  (Team Japan)
- 2006年 - TVKテレビ神奈川スポーツコーナーにソロ出演（ソロ・シングルロープパフォーマンス）
- 2006年 - アメリカのディズニー映画Jumpのドキュメンタリーに出演 カナダ、トロントにて
- 2006年 - カナダのニュース番組に出演（team japan特集）
- 2007年　ポケットモンスター、ルカリオの着ぐるみを着て縄を回す役としてゲーム番組出演
- 2007年 - TV特別番組コーナーにてダブルダッチにtry!芸人多数ロバートと共演（ソロ活動）
- 2007年 - 年末特別番組ギネス記録に挑戦!企画にて鈴木めぐみ選手のJUDGEとして出演（ソロ活動）
- 2008年 - TV子どもの超人企画コーナーでギネス記録保持者鈴木めぐみ選手のコーチとして出演（ソロ活動）
- 2008年 - 拠点をアメリカのニューヨークに移し、ニューヨーク州、ニュージャージー州のアメリカ国内日本人学校にてロープパフォーマンスショー出演（ソロ）
- 2009年 - ダブルダッチコンテストJapan　演技審判員
- 2009年 - アメリカサウスカロライナ州マートルビーチにてAmerican Double Dutch League official JUDGE/ COACH licence 取得
- 2010年 - ダブルダッチコンテストJapanフロアー審判員
- 2011年 - 東北関東大震災復興支援として被災地にボランティアとして赴き、福島県にてパフォーマンスショー出演。
- 2012年 - ニューヨークのアポロシアターにて、指導に当たる日本語私立学校のダブルダッチチームがNDDL(National Double Dutch League)主催のDouble Dutch Holiday Classicダブルダッチ国際大会出場、スピード部門・演技部門共に初優勝。ＮＹ生活新聞社・読みタイム新聞社等日経新聞に加えFort Lee Patchに結果が掲載される。
- その他2017年までに学校出演（授業・イベント・文化祭など）やイベント出演、雑誌出演・ニュース番組特集出演など多数。北海道から沖縄まで全ての都道府県での指導、パフォーマンスをこなした後、拠点をアメリカ・ニューヨークに移し、海外での活動に力を入れる。日米合算し、全国各地200校以上の学校にてダブルダッチ指導を行う。Tokyo2020オリンピックの特別プログラムで東京都中央区のオリンピック講師に抜擢され、主に小学校で近代オリンピック競技の指導を行った。
- Fort Lee Patch -  http://fortlee.patch.com/groups/pat-kinneys-blog/p/bp--local-school-kids-compete-in-double-dutch-classic
- 2013年 - 　ニューヨーク生活新聞に加藤義隆個人特集ページが掲載される。 - オンライン版特集　http://www.metronavi.com/board/view.php?cat=news&id=1339
- 2015年　イタリアのクアルナソット村にて各国選手と合同でダブルダッチの指導にあたる。ローカル紙に掲載。

## 書籍
- ダブルダッチプレイブック(学研出版)https://www.amazon.co.jp/ダブルダッチプレイブック-カジバ/dp/4054021077